# Paulo Roberto Cotechiño centravanti di sfondamento
Paulo Roberto Cotechiño centravanti di sfondamento è un film di genere commedia sexy all'italiana del 1983 diretto da Nando Cicero con Alvaro Vitali e Carmen Russo.

## Trama
Paulo Roberto do Corcovado, detto Cotechiño, è un calciatore italo-brasiliano del Napoli, militante come centravanti di sfondamento, che non brilla in campionato a causa della saudade; la società partenopea decide di fare arrivare la bella fidanzata dal Brasile e di affiancargli un sosia uguale a lui, uno strambo idraulico/detective, per tutelarlo dall'ira dei tifosi ed evitare che altri uomini insidino la sua bella. Si avvicina la partita Inter-Napoli e una spietata contessa sulla sedia a rotelle scommette una grossa cifra sulla vittoria dei neroazzurri.
Per aumentare le probabilità di vittoria, cerca prima di insidiare la fidanzata del calciatore tramite Mandingo, il suo maggiordomo, poi di uccidere il calciatore, ma i rischi li corre il sosia che subirà anche le "Brigate Pecorine" di sequestro sarde arrivate a Roma, agricoltori-strozzini ribelli alla loro vita. L'anonima sequestri sarda rapirà il calciatore, e l'idraulico, rapito prima anche lui, giocherà invece la partita segnando e pareggiando in modo casuale, anche grazie a uno iettatore-cavaliere tifoso napoletano e onorevole; entrambi ne usciranno indenni, poiché le Brigate Pecorine faranno tredici al Totocalcio.
L'idraulico, scacciato dal calciatore che pensava stesse mettendo veramente gli occhi sulla fidanzata, infine tornerà a Roma con lo zio detective, che rischia anche lui di essere ucciso dalla contessa nella scommessa, la quale ora pensa di averlo ucciso; i due sfruttano un passaggio sul pullman di una squadra di calcio femminile, e l'idraulico ritornerà come sosia per sostituire la donna centravanti titolare di calcio uguale a lui, grazie alla parrucca che utilizzava per imitare Cotechiño.

## Curiosità
- Dato l'aspetto e la squadra di militanza, il personaggio di Cotechiño sembra una caricatura di Diego Armando Maradona, che però arrivò a Napoli soltanto l'anno successivo all'uscita del film ed era argentino e non brasiliano. A quanto pare, il personaggio originariamente doveva essere una caricatura del celebre centrocampista della Roma Paulo Roberto Falcão il quale, tra l'altro, doveva comparire in due scene nel film assieme a Vitali, se non che, quando ne ebbe letta la sceneggiatura, se ne volle tirar fuori del tutto, cosa che portò dunque la produzione a "sostituirlo" nell'immagine con una parodia del campione argentino.[2]
- La partita Inter-Napoli finisce 2-2 con doppiette di Alessandro Altobelli e Cotechiño, con quest'ultimo che viene prima ammonito e poi espulso dall'arbitro. Nella realtà, nella stagione 1982-1983, anno dello scudetto della Roma, la partita finì con lo stesso risultato, ma con reti di Altobelli e Gabriele Oriali per l'Inter e Antonio Criscimanni e Raimondo Marino per il Napoli.
- Alvaro Vitali raccontò che, durante le riprese, sul set, trovò una rosa inviata da "un tuo ammiratore". L’ultimo giorno di riprese addirittura un intero mazzo di rose con la dedica "al mio principale". A regalare le rose a Vitali era Mario Carotenuto, poiché tra i due si era instaurato un ottimo rapporto di amicizia e stima reciproca.
- Dopo questo film, Vitali non ricomparirà sul grande schermo fino al 1989, quando parteciperà a Mortacci di Sergio Citti per poi, dopo un ulteriore iato nell'arco degli anni novanta, figurare molto saltuariamente in piccole produzioni indipendenti. Di fatto questa pellicola può considerarsi l'ultimo ingaggio del suo periodo di massima visibilità: anni dopo, in un'intervista, Vitali attribuirà parte della responsabilità del declino della sua carriera proprio all'insuccesso commerciale che il film registrò all'epoca, per cui l'attore prese 100 milioni di £ di anticipo[3].